# Presidente della Repubblica cecena di Ichkeria
Il Presidente della Repubblica cecena di Ichkeria fu il capo di Stato della Repubblica cecena di Ichkeria, Stato senza riconoscimento internazionale che controllò gran parte della Cecenia dal 1991 al 2000. La carica continuò ad esistere sino al 31 ottobre 2007.

## Storia
Le ultime elezioni presidenziali si tennero nel 1997.
Il 31 ottobre 2007, l'agenzia di stampa separatista Chechenpress segnalò che Dokka Umarov, presidente della Repubblica cecena di Ichkeria, aveva proclamato l'Emirato del Caucaso e dichiarato se stesso Emiro, abolendo così la Repubblica cecena di Ichkeria e la carica di presidente.

## Elenco
Le date in corsivo indicano una continuazione de facto della carica
| N.                                         | Presidente | Presidente            | Mandato          | Mandato          | Partito                             | Elezione | Vicepresidente                                              |
| N.                                         | Presidente | Presidente            | Inizio           | Fine             | Partito                             | Elezione | Vicepresidente                                              |
| ------------------------------------------ | ---------- | --------------------- | ---------------- | ---------------- | ----------------------------------- | -------- | ----------------------------------------------------------- |
| 1                                          |            | Džochar Dudaev        | 9 novembre 1991  | 21 aprile 1996   | Indipendente                        | 1991     | Zelimchan Jandarbiev                                        |
| 2                                          |            | Zelimchan Jandarbiev  | 21 aprile 1996   | 12 febbraio 1997 | Partito Democratico Vainakh         | –        | Sajd-Khasan Abumuslimov                                     |
| 3                                          |            | Aslan Maschadov       | 12 febbraio 1997 | 1º maggio 2000   | Partito dell'Indipendenza Nazionale | 1997     | Vakha Arsanov                                               |
| Fine del controllo effettivo sulla Cecenia |            |                       |                  |                  |                                     |          |                                                             |
| (3)                                        |            | Aslan Maschadov       | 1º maggio 2000   | 8 marzo 2005     | Partito dell'Indipendenza Nazionale | –        | Vakha Arsanov (2000–2001) Abdul-Halim Sadulayev (2002–2005) |
| 4                                          |            | Abdul-Chalim Sadulaev | 8 marzo 2005     | 17 giugno 2006   | Indipendente                        | –        | Dokka Umarov                                                |
| 5                                          |            | Dokka Umarov          | 17 giugno 2006   | 31 ottobre 2007  | Indipendente                        | –        | Šamil' Basaev (2006) Supyan Abdullayev (2007)               |